# Edem Kodjo, un homme, un destin
Edem Kodjo, un homme, un destin est une œuvre biographique de l'Ivoirien Venance Konan publiée en 2012. Elle reçoit le Grand prix littéraire d'Afrique noire, également en 2012.

## Résumé
Edem Kodjo, un homme, un destin, ou le parcours politique d'un intellectuel africain, présente la biographie de Edem Kodjo, né Édouard Kodjovi Kodjo, personnalité politique togolaise et ancien Secrétaire général de l'Organisation de l'unité africaine (OUA). Elle comporte quatre parties : La première partie : « Edem Kodjo et Eyadéma » retrace le parcours académique de Edem Kodjo, ses premiers contacts avec l’administration française en qualité de fonctionnaire et ses premiers contacts avec le président togolais Gnassingbé Eyadéma. La seconde partie « Edem Kodjo et l’Afrique », montre les batailles menées par l’ancien secrétaire général de l’Organisation de l’unité africaine (OUA). La troisième partie « Kodjo, Eyadéma et les autres », se consacre au profil plus récent de l’homme politique, notamment à celui de l’opposant politique, du Premier ministre du général Gnassingbé Eyadema puis du Premier ministre de Faure Gnassingbé. La dernière partie, « Jardins intimes », entraîne le lecteur dans l’intimité de cet intellectuel africain,.
L'ouvrage, préfacé par Abdou Diouf, Secrétaire général de la Francophonie, met en évidence le parcours politique et professionnel de cet ancien Premier ministre togolais, ainsi que ses idées, ses convictions et sa vision du rôle de l'Afrique dans le monde. Il retranscrit également des témoignages recueillis par Venance Konan auprès des opposants à Edem Kodjo.